# El Bac de Collsacabra
El Bac (o el Bach) de Collsacabra és una masia barroca al terme de Rupit i Pruit (Osona). Masia de grans dimensions, de planta rectangular coberta a quatre vessants i consta de tres pisos. A la façana de ponent té una torre de secció quadrada a cada extrem, les quals són cobertes a quatre vessants. En aquest sector hi ha una eixida i un coll de pou. A migdia hi ha un portal que correspon al tercer pis i està adossada a la torre. En aquest lloc sobresurt el campanar d'espadanya que correspon a la capella del mas. A la part nord, que mira vers la carretera, sobresurt un cos que s'eleva per la planta baixa i el segon pis. En el tercer s'hi forma un gran terrat i al centre la teulada de remat triangular amb dues parelles de finestres d'arc de mig punt. És arrebossada i pintada.
La cabana està situada a la part de migdia del mas, amb una era al davant que conserva la majoria dels cairons. És de planta rectangular coberta a dues vessants i amb el carener perpendicular a la façana la qual es troba orientada a llevant. La porta principal té un gran arc còncau i a la part esquerra s'hi adossa una escala de pedra que condueix al primer pis on el portal és rectangular. A ponent té un altre portal. És construïda amb pedra sense polir llevat de les obertures que són de pedra picada. Té també alguns afegitons de totxo.

## Història

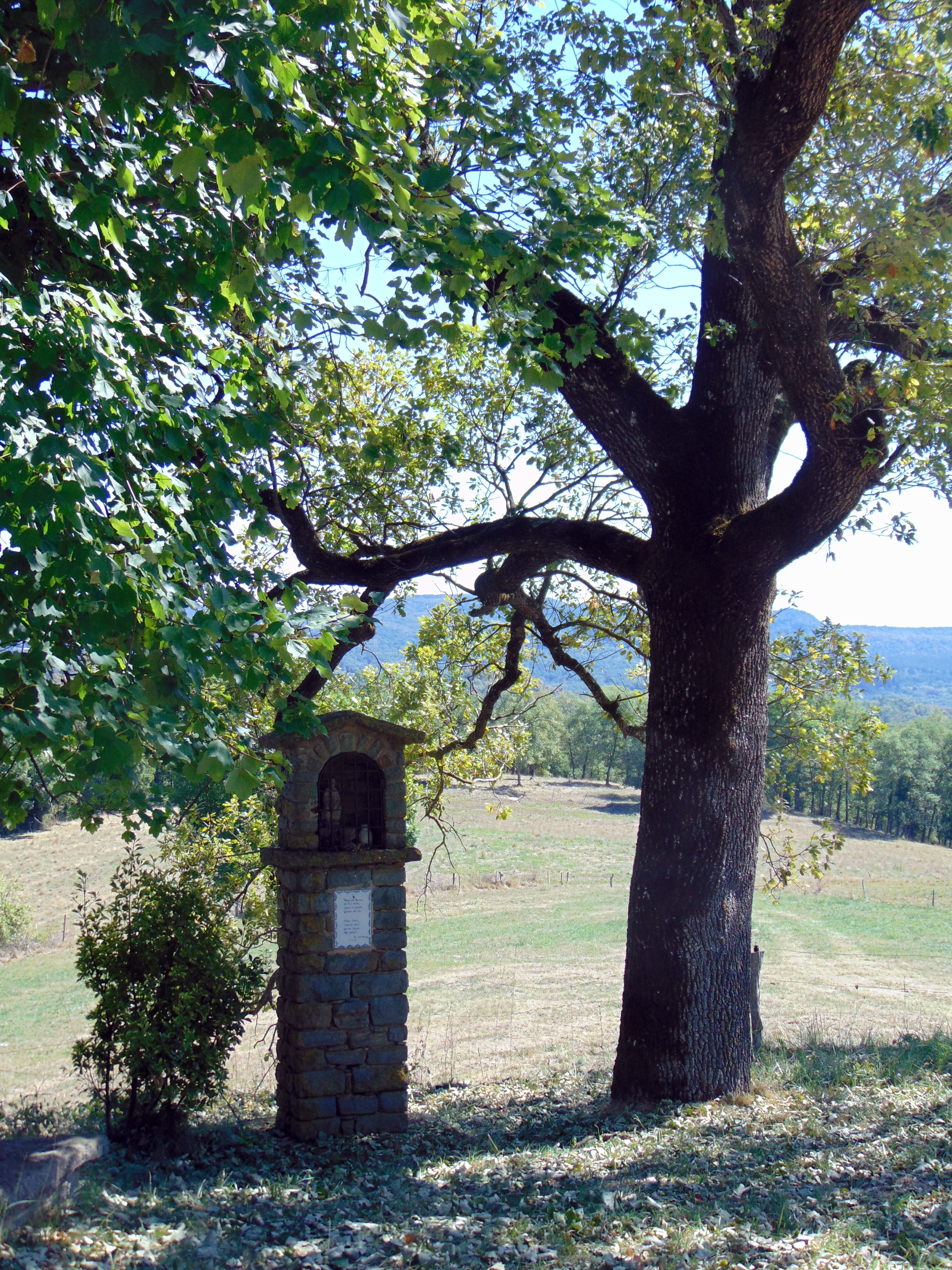
Pedró a la Mare de Déu del Roure

Antic mas documentat des del segle xiii. Formava part de l'antiga parròquia de Sant Llorenç Dosmunts. Es troba registrat en el fogatge d'aquest terme de l'any 1553, aleshores el mas era habitat per un tal Miquel Bach. El mas fou ampliat i reformat als segles XVIII-XIX. El felipó Pere Bach i Targarons era fill del mas. En aquest mas solia passar-hi l'estiu el Bisbe Morgades. Mn. Cinto Verdaguer també hi feu diverses estades, en una d'elles va compondre les "Cobles a la Mare de Déu del Roure", dedicades a una imatge col·locada a la soca del roure, situat davant de la casa. El mas arribà a ubicar cinc masoveries més l'estada dels amos. Està situat a mil metres d'altitud.